# Steeleye Span
Steeleye Span — британская фолк-рок-группа, образованная в 1970 году в Винчестере, Гемпшир, участником Fairport Convention Эшли Хатчинсом и продолжившая (начатые последними) эксперименты в жанре electric folk. В отличие от Fairport Convention и других участников движения British folk revival, Steeleye Span имели коммерческий успех: три их альбома входили в Top 40, а хит-синглы Gaudete (# 11, 1974) и All Around My Hat (#5, 1975) стали «золотыми». Как отмечает рецензент Allmusic, между Fairport Convention и Steeleye Span можно провести несколько параллелей: «обе воссоздавали народные песен в рок-аранжировках, имели превосходных вокалисток (с одной стороны — Сэнди Денни, с другой — Мэдди Прайор), использовали многослойные гармонические структуры. Если в ранние годы больше новаторских идей было у Fairport Convention, после 1970 года творчество Steeleye Span выглядит интереснее… Отличало две группы то, что если Fairport пришли к фолку из рока, то Steeleye проделали обратный путь».

## История группы
Эшли «Тайгер» Хатчинс, «крестный отец британского фолк-рока», образовал Steeleye Span вскоре после выпуска альбома Liege and Lief Fairport Convention, когда понял, что остальные участники группы с некоторым сомнением относятся к новому выбранному им направлению развития. В это же самое время супружеская пара Гей и Терри Вудс из группы Sweeny’s Men подыскивали музыкантов для своего нового состава. Хатчинс, одно время рассматривавший возможность вступления в их свой коллектив, предложил им союз и пригласил к сотрудничеству другой дуэт — Мэдди Прайор и Тима Харта, с которыми познакомился на фолк-фестивале в Киле в 1969 году. Квинтет начал репетиции в конце 1969 года и в марте 1970 записал дебютный альбом Hark! The Village Wait. Общий знакомый Мартин Карти предложил название: Steeley Span — так звали персонажа линкольнширской народной песни «Horkstow Grange», повествовавшей о ссоре двух вымышленных персонажей, одного из которых звали John 'Steeleye' Span.
Вскоре после того, как Гей и Терри Вудс покинули группу (а об этом решении они объявили ещё до выхода дебютного альбома), Карти принял приглашение Харта и стал участником Steeleye Span. После нескольких репетиций участники квартета решили, что без ещё одного инструменталиста им не обойтись: так в группу пришёл молодой скрипач с классическим образованием Питер Найт, в то время работавший в музыкальной торговле.
Летом 1970 года группа в новом составе впервые выступила перед аудиторией — это произошло на Кембриджском фолк-фестивале — а в октябре того же года вышла в своё первое британское турне, параллельно работая над вторым альбомом. Please To See The King был выпущен лейблом B & C Records в марте 1971 года и поднялся в британских чартах до 7 места. В это время группа уже выступала на разогреве в британском турне Jethro Tull. В сентябре 1971 года Steeley Span выпустили третий альбом Ten Man Mop, за которым последовали британские гастроли. После них Эшли Хатчинс решил покинуть состав: ему не нравилось, что группа делает акцент на ирландский фольклор в ущерб английскому. Он ушёл в декабре 1971 года незадолго до выхода сингла «Rave On». За ним последовал и Мартин Карти. К удивлению поклонников группы заменили их двое музыкантов из рок-лагеря: гитарист Боб Джонсон и басист Рик Кемп. Ход оказался удачным: именно в этом составе Steeleye достигли пика коммерческой популярности. Группа привлекла к сотрудничеству менеджера Джо Ластига; одновременно и звучание её стало более коммерческим. Ластиг подписал для Steeleye Span большой контракт с Chrysalis Records на выпуск десяти студийных альбомов.
В 1972 году Steeleye Span провели своё первое американское турне — в первом отделении Procol Harum — и выпустили альбом Below The Salt, за которым последовал Parcel Of Rogues. Было решено, что группе требуется постоянный барабанщик, чтобы басисту Кемпу не приходилось постоянно приноравливаться к очередному «гостю». Так в состав пришёл Найджел Пеграм (до этого записывавшийся с Gnidrolog, The Small Faces и Uriah Heep), — помимо всего прочего, прекрасный флейтист. Найденная комбинация оказалась идеальной.
Выпущенный с запозданием сингл «Gaudete» из альбома Below the Salt стал рождественским хит-синглом, поднявшись в чартах до 14 места: благодаря ему группа впервые выступила в телепрограмме Top of the Pops. Свой шестой альбом (и первый в качестве секстета) группа назвала Now We Are Six, а продюсером в студию пригласила Иэна Андерсона из Jethro Tull. Отчасти под влиянием последнего был создан эпический трек «Thomas the Rhymer», с тех постоянно исполнявшийся на концертах. Альбом имел успех, но вызвал недоумение старых фэнов — прежде всего «шутками», вроде детских песенок в исполнении выдуманного The St. Eeleye School Choir и кавера «To Know Him Is to Love Him», где на саксофоне сыграл Дэвид Боуи. Аналогичные попытки рассмешить слушателя продолжились в следующем альбоме Commoner's Crown (1975), где появился Питер Селлерс с испанской гитарой в заключительном треке «New York Girls». Необычными многим показались здесь также эпическая баллада «Long Lankin» и шутливая инструментальная пьеса «Bach Goes To Limerick».
К работе над восьмым альбомом All Around My Hat группа привлекла продюсера Майка Бэтта и добилась величайшего за свою историю коммерческого успеха, во много благодаря заглавному треку, выпущенному синглом и поднявшемуся до 5 места в UK Charts в конце 1975 года. Широко известны стали также два других трека: «Black Jack Davey» и «Hard Times of Old England». Следующий альбом Rocket Cottage (1976), также записанный Бэттом, оказался более экспериментальным («Fighting for Strangers»), но коммерчески несостоятельным. Сингл «London», написанный Риком Кемпом по заказу лейбла и по образцу «All Around My Hat», вообще не попал в чарты. Пришествие панк-рока окончательно вытеснило фолк-рок из мейнстрима. Участники группы ещё раз появились в Top of the Pops вместе с The Wombles, но исключительно благодаря протекции продюсера Майка Бэтта.
Принято считать, что Питер Найт и Боб Джонсон в этот момент покинули состав, чтобы заняться проектом The King of Elfland’s Daughter (и одноимённым альбомом). В действительно ситуация была сложнее: Chrysalis согласились отпустить дуэт, но — взамен на обещание не уходить из Steeleye Span. Однако, отказав в поддержке «королевскому» проекту, Chrysalis поставили крест и на собственных надеждах: Найт и Джонсон ушли из группы окончательно.
К моменту начала работы над Storm Force Ten в состав (в качестве гитариста) вернулся Мартин Карти. Несколько лет назад он уже пытался уговорить участников группы пригласить Джона Киркпатрика, но тогда выбор был сдела в пользу Рика Найта. Теперь предложение Карти было принято и аккордеон Киркпатрика заменил скрипку, что значительно изменило звучание группы. Кроме того, пританцовывания Киркпатрика в стиле morris dance стали популярной частью концертных шоу. Вскоре выяснилось, однако, что Карти и Киркпатрик пришли в группу лишь на несколько месяцев и не заинтересованы в долгом сотрудничестве.
В 1980 году, чтобы выполнить контрактные обязательства перед Chrysalis и записать свой последний альбом, группа вернула Найта и Джонса и выпустила Sails of Silver, альбом, в котором основную часть составлял авторский материал, написанный по историческим и народным сюжетам. Успеха альбом не имел — лейбл отказал ему в решительной поддержке, да и не все фэны восприняли должным образом смену направления. Харт настолько расстроился этим обстоятельством, что решил совершенно бросить музыку.
С этого момента Steeleye Span собирались вместе в разных составах эпизодически. Бо́льшую часть 1980-х годов музыканты группы провели, занимаясь сторонними проектами. Джонсон открыл собственный ресторан и отправился изучать психологию в Хартфордширский университет. Пеграм основал собственную записывающую студию. Прайор и Кемп посвятили себя группе The Maddy Prior Band, записавшей 4 альбома. За десять лет Steeleye Span выпустили лишь два студийных альбома и один концертный.
После продолжительного молчания группа (впервые без Харта) выпустила свой 12-й студийный альбом Back in Line (1986) на лейбле Flutterby Records. Скандал вызвало её исполнение «Blackleg Miner» в Ноттингеме. Песня о штрейкбрехерах, появившаяся в Нортумберленде в начале XX века, была возрождена группой к моменту всеобщей забастовки шахтеров 1984-85 годов, которая ноттингемскими шахтами не поддерживалась.
В 1989 году группу покинул Рик Кемп (которому требовалось восстановление после травмы плеча, которая не заживала, пока он на сцене играл на басу). Его заменил Тим Хэррис (англ. Tim Harries), знакомый Пеграма: он имел за плечами классическое образование (по классу фортепиано и контрабаса), но бас-гитару освоил самостоятельно. С ним группа выпустила альбом Tempted and Tried (1989), материал которого оформил основу их концертного репертуара на все последующие годы.
Вскоре после выпуска альбома Найджел Пеграм переехал в Австралию и был заменен эксцентричным барабанщиком Лиэмом Геноки (англ. Liam Genockey), участником Moire Music, группы во главе с Тревором Уоттсом, исполнявшей джаз свободных форм. В отличие от Пеграма, игравшего в традиционном рок-ключе, Генокки находился под влиянием африканской и ирландской традиций: он «обыгрывал» каждый элемент со всей установки со всех сторон, создавая разнообразное и необычное звучание. Вдохновлённая экспериментами Хэрриса и Генокки, участники группы взялись за переработку своего старого материала и поиск новых форм в фолк-классике (экспериментальная аранжировка Джонсона в «Tam Lin»). Результатом этой работы явился Tonight’s the Night…Live, альбом 1992 года.
В 1995 году почти все прежние участники (за исключением Терри Вудса) воссоединились для концерта, посвящённый 25-летию со дня образования группы (позже он был выпущен под названием The Journey). Гай Вудс в результате стала не только вновь постоянной участницей коллектива, но и его основной вокалисткой — после того, как у Прайор возникли проблемы с голосовыми связками. Главенствующая роль ей принадлежит и в Time (1996), студийном альбоме, выпущенном после семилетней паузы. В 1996 году Steeleye Span провели совместные гастроли со Status Quo, которые (совместно с Прайор) записали свою версию «All Around My Hat» (# 47 в Британии).
«Steeleye Span — как автобус. Он идет по своему маршруту, люди входит и выходят. Иногда маршрут совпадает с вами, и тогда вы внутри. Иногда автобус поворачивает не в ту сторону — вы просто выходите», — как-то раз заметила Мэдди Прайор. Её черёд выйти из группы настал в 1997 году. Год спустя её примеру последовал Генокки, чьё место Дэйв Маттакс. В новом составе Steeleye Span выпустили альбомы Horkstow Grange (1998) и Bedlam Born (2000), первый из которых показался некоторым фанатам слишком фолковым, второй (другой части) — ро́ковым. Внутри группы возникли разногласия — в частности, относительно концертного репертуара: Вудс ратовала за старый материал («All Around My Hat», «Alison Gross»), Джонсон считал, что нужно исполнять новые песни. Некоторое время только Питер Найт и Тим Хэррис фактически оставались постоянными участниками ансамбля.
В 2002 году Steeleye Span воссоединились в классическом составе. Найт провел опрос на веб-сайте группы и сформировал репертуар по заявкам: в результате группа выпустила Present: The Very Best of Steeleye Span (2002), двойной диск старых песен в новой обработке. Заболевшего Джонсона на гастролях заменил Кен Никол из The Albion Band: с ним группа в начале 2004 года записала новый альбом They Called Her Babylon, за которым последовал рождественский релиз Winter.
В 2005 году Steeleye Span стали лауреатами BBC Radio 2 Folk Awards (в номинации «Good Tradition Award»). Следующие два года группа провела в гастролях, выступив на нескольких фолк-фестивалях, а в ноябре 2006 года выпустила студийный альбом Bloody Men, записанный в составе: Прайор (вокал), Никол (гитара, вокал), Кемп (бас, вокал), Найт (скрипка, пиано, вокал) и Генокки (ударные). В декабре 2009 года скончался Тим Харт, один из основателей Steeleye Span.

## Дискография
| - Hark! The Village Wait (1970) - Please to See the King (1971) - Ten Man Mop, or Mr. Reservoir Butler Rides Again (1972) - Below the Salt (1972) - Parcel of Rogues (1973) - Now We Are Six (1974) - Commoner’s Crown (1975) - All Around My Hat (1975) - Rocket Cottage (1976) - Storm Force Ten (1977) - Sails of Silver (1980) - Back in Line (1986) - Tempted and Tried (1989) - Time (1996) - Horkstow Grange (1998) - Bedlam Born (2000) - Present—The Very Best of Steeleye Span (2002) - They Called Her Babylon (2004) - Winter (2004) - Bloody Men (2006) - Live at Last (1978) - Tonight’s the Night…Live (1992) - The Collection: Steeleye Span in Concert (1994) - The Journey (1999) - Live In Nottingham (2003) - Folk Rock Pioneers in Concert (2006) | - Rave On/ Reels/ Female Drummer (1971) - Jigs and Reels (1972) - John Barleycorn / Bride’s Favourite/Tansey’s Fancy (1972) - Gaudete / The Holly and The Ivy (1972) - The Mooncoin Jig (1974) - New York Girls/ Two Magicians (1975) - All Around My Hat/ Black Jack Davy (1975) - Rave On/ False Knight On The Road (1976) - Hard Times of England/ Cadgwith Anthem (1976) - London/ Sligo Maid (1976) - Fighting For Strangers/ The Mooncoin Jig (1976) - Boar’s Head Carol/ Gaudete / Some Rival (1977) - Rag Doll/ Saucy Sailor (1978) - Sails of Silver/ Senior Service (1980) - Gone To America/ Let Her Go Down (1981) - Somewhere In London/ Lanercost (1985) - Padstow / First House in Connaught/ Sailor’s Bonnet (1989) - Following Me/ Two Butchers (1989) - The Fox/ Jack Hall (1990) - Lord Elgin/ Lord Elgin (live) (2007) - Classic Rock Legends (2002) - A Twentieth Anniversary Celebration (2003) - The 35th Anniversary World Tour 2004 (2005) |  |